# Tetraria
Tetraria  P.Beauv. é um género botânico pertencente à família Cyperaceae.
O gênero apresenta aproximadamente 90 espécies.

## Sinônimos
| - Boeckeleria T.Durand - Cyathocoma Nees - Elynanthus Nees | - Ideleria Kunth - Macrochaetium Steud. - Tetrariopsis C.B.Clarke |

## Principais espécies
| - Tetraria australiensis - Tetraria bolusii - Tetraria brachyphylla - Tetraria capillaris - Tetraria fasciata - Tetraria fimbriolata - Tetraria halmaturina | - Tetraria involucrata - Tetraria microstachys - Tetraria sylvatica - Tetraria thermalis - Tetraria triangularis - Tetraria octandra - Tetraria ustulata |

- «PPP-Index Lista completa»